# SCUM-manifestet
SCUM manifest (engelsk originaltitel: SCUM Manifesto), ofta omnämnt som SCUM-manifestet, är ett radikalfeministiskt manifest som är författat av Valerie Solanas, utgivet av henne själv 1967 och kommersiellt utgivet 1968 genom bokförlaget Olympia Press. Solanas uppgav tidigt att SCUM är ett akronym för Society for Cutting Up Men, men förnekade själv senare att SCUM var en akronym.
Boken har översatts till flera andra språk, till svenska av Sara Stridsberg som även skrev ett förord till sin tolkning.
Manifestet angriper män och patriarkatet utifrån ett biologiskt, sociologiskt och psykologiskt perspektiv. Manifestet hävdar att mänsklighetens alla problem kan reduceras till problemet med män, och att dessa problem ska lösas genom dessas utplånande, kvinnans vidare reproduktion med artificiella medel och produktionens totala automatisering.
Solanas själv sade i en intervju i The Village Voice 1977 att Society for Cutting Up Men var ett sinnestillstånd och "ett litterärt grepp".
En kort tid efter att ha skrivit verket försökte Solanas mörda konstnären Andy Warhol, genom att skjuta honom och skribenten Mario Amaya, som befann sig på Warhols kontor, med en revolver. Mordförsöket misslyckades, men Warhol fick allvarliga skador som gav men för livet. Bland annat tvingades han bära en korsett resten av sitt liv. Amaya fick ytliga skador, skråmor på ryggen.

## Innehåll

### Det biologiska perspektivet
I SCUM manifest skriver Solanas, att män är ofullständiga kvinnor och y-kromosomen en ofullständig x-kromosom. Mannen framställs som "en biologisk olycka" som styrs av sina drifter och vars intellekt bara är ett redskap för dessa drifter. Transsexuella kvinnor framställs som män som kommit till insikt om den manliga underlägsenheten och öppet erkänner den strävan som alla män innerst inne anses ha att vilja bli kvinnor. Transsexuella män ses som könssvikare. Mannen anses dock skilja sig från djuren i avseendet att han är medveten om sin egen existens och roll. Männen framställs som helt och hållet fysiska, behärskade av sina drifter. I motsats till detta menar hon att sex är överflödigt för kvinnor, och argumenterar därför för total asexualitet, en ståndpunkt som Solanas dock senare reviderat.

### Det psykologiska perspektivet
Solanas menar att mannen mentalt är fångad i "skymningslandet mellan apa och människa" och endast har förmågan till negativa känslor. Hon menar att medan kvinnan drivs av kärlek, medmänsklighet, oberoende och självförverkligande så drivs mannen av ett undflyende från sina känslor av hat, svartsjuka, förakt, äckel, skuld, skam och tvivel. Hon menar att mannen i sitt undflyende av dessa försöker framställa sig själv som osårbar och märkvärdig genom "Stor Konst" och "Djupa Grejer". Även den manliga sexualiteten anser hon vara en aspekt av detta, "Stora Män" med "Stora Kukar" som gör en "Stor Grej". Männens främsta metod för att bekräfta sig själva anser hon dock vara att "skjuta av sin Stora Pistol", vilket hon använder som en omskrivning för alla de krig och våldsdåd hon håller männen som grupp ansvariga för. 
Faderskapet, som hon menar baseras på injagandet av fruktan, pekas ut som grunden till all sinnessjukdom. Hon menar att det är förhållandet till fadern som är grunden till det kvinnliga självförtrycket och kallar därför de kvinnor som låter sig hunsas för "Daddy's girls" och patriarkatet självt för "Big Daddy".

### De patriarkala teknikerna
Boken förklarar patriarkatets ursprung männens påstådda hänsynslösa målmedvetenhet, som sägs ha sin grund i en total avsaknad av empati, i upprätthållandet av patriarkatet. En stor del av manifestet ägnas åt att avslöja och angripa de tekniker som används för att upprätthålla patriarkatet. Som den främsta av alla dessa framställs "PR", genom den menas männen ha duperat miljontals kvinnor att socialt anta den underordnade roll som mannen genom biologin innehar.

## Mottagande
SCUM manifest tolkas av en del, som exempelvis kulturskribenten Athena Farrokhzad, som en agitatorisk text som argumenterar för kvinnans frigörelse, vilket inte behöver betyda att manifestets delar om det manliga könets fysiska och sociala utplåning tolkas bokstavligt.